# Stenay
Stenay (prononcé /stə.nɛ/) est une commune française située dans le département de la Meuse, en région Grand Est.
Ses habitants sont les Stenaisiens.

## Géographie

### Situation
Stenay est situé dans la partie nord de la plaine de la Woëvre et est traversé par la Meuse et par le canal de l'Est. La Wiseppe se jette dans la Meuse à Stenay.

### Accès
Le bourg de Stenay est en grande partie installé sur la rive droite de la Meuse. Deux grands axes s'y croisent : la route D 947 : Reims (100 km au sud-ouest) - Luxembourg (80 km à l'est) et la route D 964 : Sedan (34 km au nord-ouest) - Verdun (47 km au sud).

### Lieux-dits et écarts
Au nord de la ville : faubourg de Cervisy.
Au nord-est de la ville : le château de Bronelle.

### Communes limitrophes
| Cesse (accès par la D947 puis par la D30)   | Martincourt-sur-Meuse (accès par la D964) et Olizy-sur-Chiers (accès par la D13) | Nepvant (accès par la D13) et Brouennes (accès par la D209) |
| Laneuville-sur-Meuse (accès par la D947)    | Stenay                                                                           | Baâlon (accès par la D947)                                  |
| Wiseppe (accès par la D947 puis par la D30) | Saulmory-Villefranche (accès par la D947 puis par la D30)                        | Mouzay (accès par la D964)                                  |

### Hydrographie

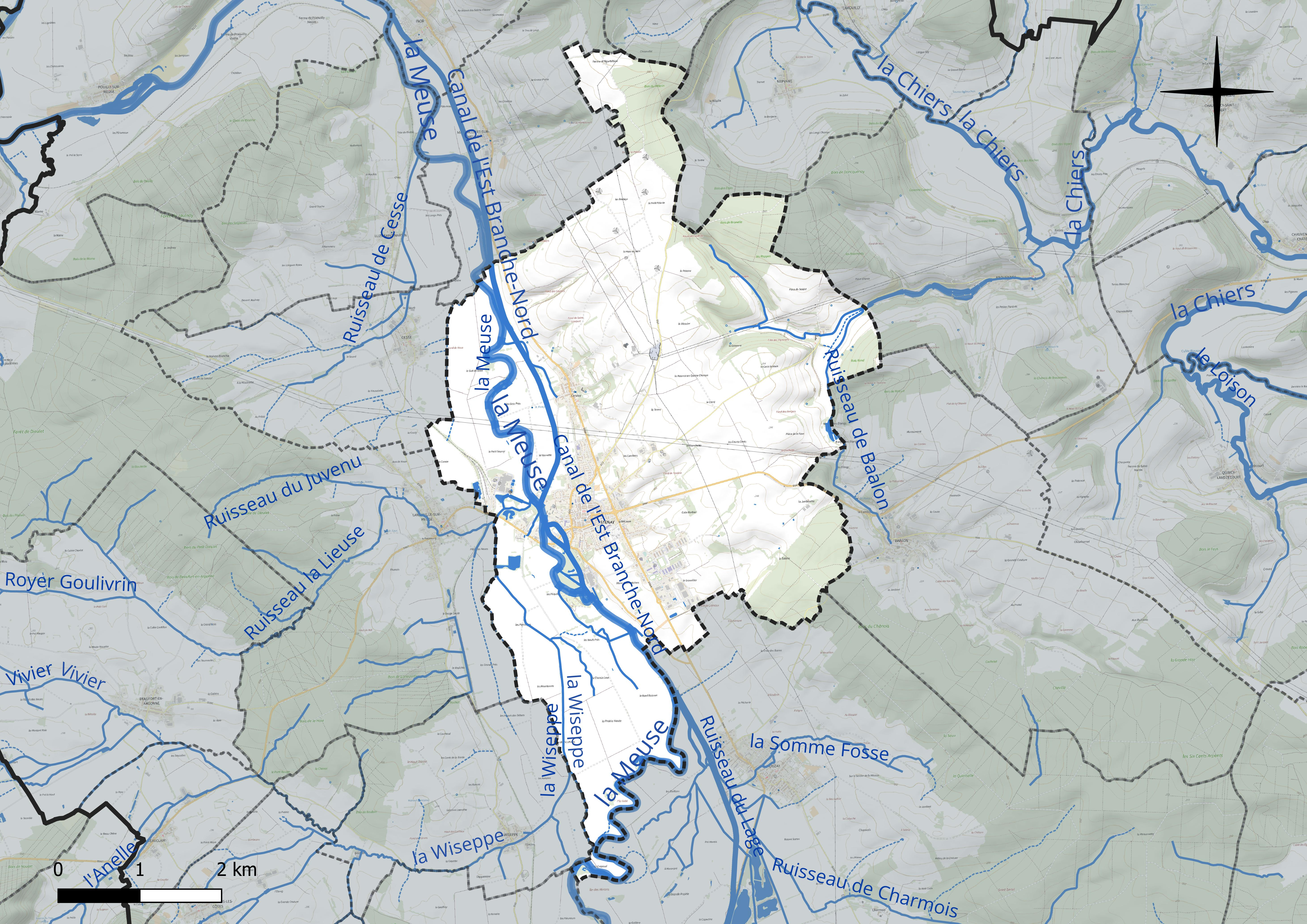
Réseau hydrographique de Stenay.

- La Meuse
- La Wiseppe
- Le ruisseau de Baâlon
- le canal de l'Est.

Débit moyen mensuel de la Meuse (en m³/s) à Stenay 
données calculées sur 46 ans, 

### Climat
Pour des articles plus généraux, voir Climat du Grand Est et Climat de la Meuse.
En 2010, le climat de la commune est de type climat des marges montargnardes, selon une étude du Centre national de la recherche scientifique s'appuyant sur une série de données couvrant la période 1971-2000. En 2020, Météo-France publie une typologie des climats de la France métropolitaine dans laquelle la commune est exposée à un climat océanique altéré et est dans la région climatique Lorraine, plateau de Langres, Morvan, caractérisée par un hiver rude (1,5 °C), des vents modérés et des brouillards fréquents en automne et hiver.
Pour la période 1971-2000, la température annuelle moyenne est de 9,7 °C, avec une amplitude thermique annuelle de 15,6 °C. Le cumul annuel moyen de précipitations est de 884 mm, avec 13,6 jours de précipitations en janvier et 9,5 jours en juillet. Pour la période 1991-2020, la température moyenne annuelle observée sur la station météorologique de Météo-France la plus proche, « Mouzay », sur la commune de Mouzay à 4 km à vol d'oiseau, est de 10,6 °C et le cumul annuel moyen de précipitations est de 789,5 mm. 
La température maximale relevée sur cette station est de 40,4 °C, atteinte le 24 juillet 2019 ; la température minimale est de −15,3 °C, atteinte le 20 décembre 2009,,.
| Mois                                  | jan.           | fév.           | mars           | avril         | mai           | juin          | jui.          | août          | sep.          | oct.          | nov.          | déc.           | année      |
| ------------------------------------- | -------------- | -------------- | -------------- | ------------- | ------------- | ------------- | ------------- | ------------- | ------------- | ------------- | ------------- | -------------- | ---------- |
| Température minimale moyenne (°C)     | 0,4            | 0,3            | 1,7            | 3,8           | 7,3           | 10,8          | 12,5          | 12,2          | 8,5           | 6,5           | 3,8           | 1,2            | 5,8        |
| Température moyenne (°C)              | 3              | 3,7            | 6,6            | 10,2          | 13,5          | 17            | 18,9          | 18,4          | 14,7          | 11            | 6,8           | 3,9            | 10,6       |
| Température maximale moyenne (°C)     | 5,6            | 7,1            | 11,6           | 16,5          | 19,7          | 23,2          | 25,3          | 24,7          | 20,9          | 15,5          | 9,8           | 6,5            | 15,5       |
| Record de froid (°C) date du record   | −13,9 07.01.09 | −14,4 12.02.12 | −11,3 15.03.13 | −5,8 20.04.17 | −2,7 03.05.21 | 1 05.06.09    | 2,5 31.07.15  | 2,8 31.08.11  | −1 30.09.18   | −6 15.10.09   | −8,9 30.11.16 | −15,3 20.12.09 | −15,3 2009 |
| Record de chaleur (°C) date du record | 15,5 01.01.23  | 21,7 27.02.19  | 25,4 31.03.21  | 28,7 20.04.18 | 32,9 28.05.17 | 35,4 27.06.11 | 40,4 24.07.19 | 37,1 08.08.20 | 35,1 15.09.20 | 27,2 13.10.18 | 21 02.11.20   | 17 17.12.15    | 40,4 2019  |
| Précipitations (mm)                   | 76,1           | 60,4           | 52,1           | 46,4          | 68,3          | 77,5          | 51,7          | 68,3          | 53,7          | 66,8          | 70,4          | 97,8           | 789,5      |

| Diagramme climatique                                  |            |             |             |             |              |              |              |             |             |            |            |
| J                                                     | F          | M           | A           | M           | J            | J            | A            | S           | O           | N          | D          |
| 5,60,476,1                                            | 7,10,360,4 | 11,61,752,1 | 16,53,846,4 | 19,77,368,3 | 23,210,877,5 | 25,312,551,7 | 24,712,268,3 | 20,98,553,7 | 15,56,566,8 | 9,83,870,4 | 6,51,297,8 |
| Moyennes : • Temp. maxi et mini °C • Précipitation mm |            |             |             |             |              |              |              |             |             |            |            |

Les paramètres climatiques de la commune ont été estimés pour le milieu du siècle (2041-2070) selon différents scénarios d'émission de gaz à effet de serre à partir des nouvelles projections climatiques de référence DRIAS-2020. Ils sont consultables sur un site dédié publié par Météo-France en novembre 2022.

## Urbanisme

### Typologie
Au 1er janvier 2024, Stenay est catégorisée bourg rural, selon la nouvelle grille communale de densité à sept niveaux définie par l'Insee en 2022.
Elle appartient à l'unité urbaine de Stenay, une agglomération intra-départementale regroupant deux  communes, dont elle est ville-centre,,. La commune est en outre hors attraction des villes,.

### Occupation des sols
L'occupation des sols de la commune, telle qu'elle ressort de la base de données européenne d’occupation biophysique des sols Corine Land Cover (CLC), est marquée par l'importance des territoires agricoles (78,6 % en 2018), en diminution par rapport à 1990 (79,7 %). La répartition détaillée en 2018 est la suivante : 
terres arables (47,2 %), prairies (29,5 %), forêts (12,7 %), zones urbanisées (4,9 %), zones industrielles ou commerciales et réseaux de communication (3,5 %), zones agricoles hétérogènes (1,9 %), milieux à végétation arbustive et/ou herbacée (0,2 %). L'évolution de l’occupation des sols de la commune et de ses infrastructures peut être observée sur les différentes représentations cartographiques du territoire : la carte de Cassini (XVIIIe siècle), la carte d'état-major (1820-1866) et les cartes ou photos aériennes de l'IGN pour la période actuelle (1950 à aujourd'hui).

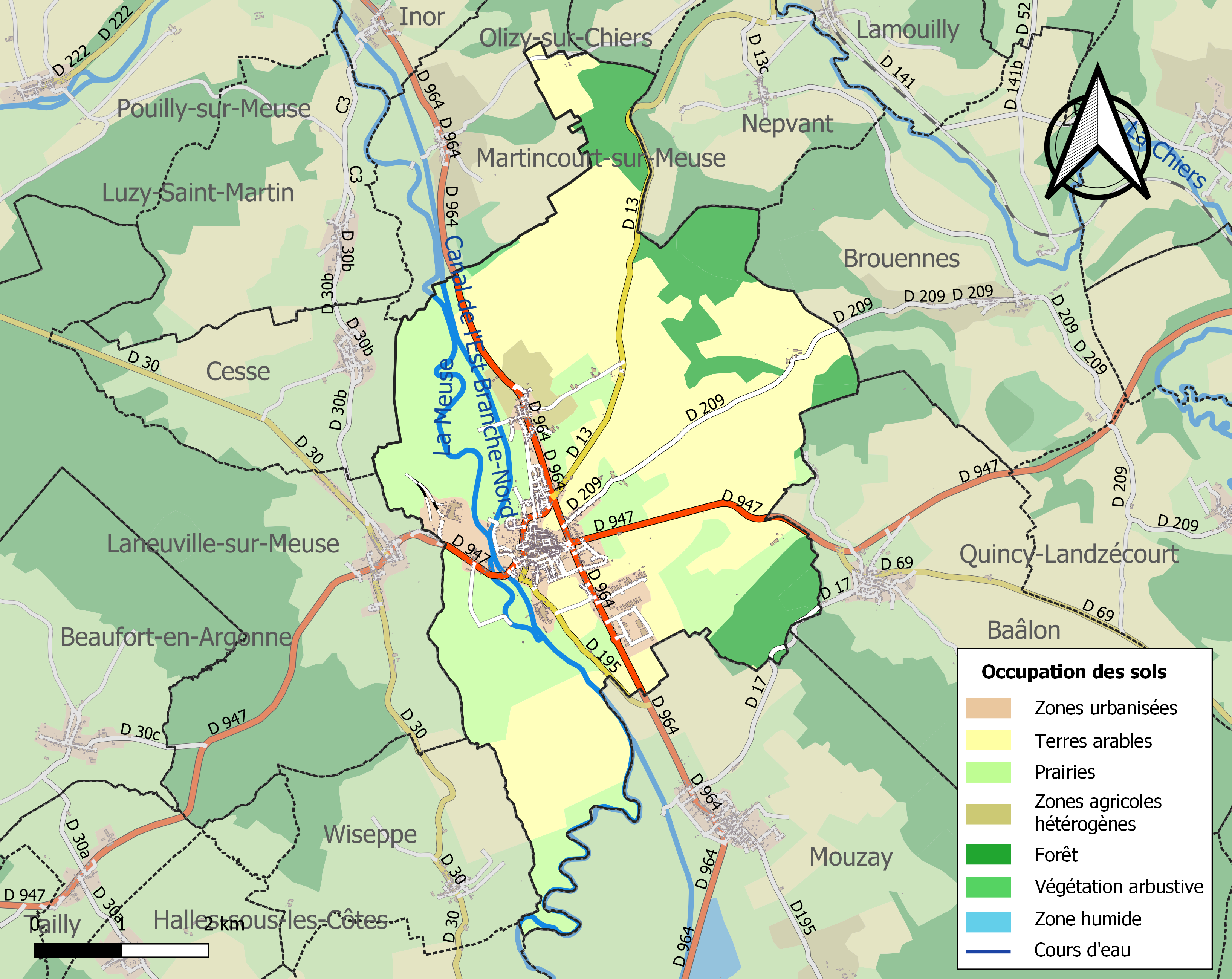
Carte des infrastructures et de l'occupation des sols de la commune en 2018 (CLC).

## Toponymie
Anciennes mentions, : Sathanagium, Sathonagium (714) ; Astenidum (877) ; Astanid (888) ; Satenaium (Xe siècle) ; Sathaniacum (Xe siècle) ; Sathinidium (1036) ; Sathanacum (1069) ; Setunia (XIe siècle) ; Sathanacum villam (1079) ; Satiniacum, Sathiniacum (1086) ; Sathanaco (1108) ; Sathanacensi (1157) ; Sathaniaco (1159) ;  Sathanai (1173) ; Sethenac (1208) ; Settenai (1243) ;  Sethenai (1264) ; Sathenay (1276, 1399, 1463, 1483, 1549, 1558, 1585) ; Sathanay (1284) ; Satenay (1399) ; Astenæum (1580) ; Satanagus (1630) ; Satanay, Sthenay (1643) ; Stenay (1793).
D'après une tradition peu fondée, on voyait au Ve siècle un temple dédié à Saturne (Sadorn), d'où l'on croit que dérive le nom de Stenay.

## Histoire

Carte de Stenay (vers 1650)

Avant de s'appeler Stenay, la ville porta longtemps le nom de Sathenay.
Le héraut Vermandois, dans son armorial des années 1275-1285, signale un chevalier nommé «Lermite de Sathenay», dont le blason est : palé d'argent et de gueules de 6 pièces … Elle est réputée pour avoir été, dès le VIe siècle, le lieu de sépulture des rois mérovingiens d'Austrasie, notamment Dagobert II, assassiné en 679 à Mouzay, près de Stenay.
- En 1552, dans ses commentaires des "dernières guerres en la Gaule Belgique", François de Rabutin parle aussi de «la ville de Sathenay (autrement par le langage corrompu appelée Astenay)»… "Sathenay où il n'y avait ni artillerie ni munitions, soldats ni garnison aucune pour le roi que les habitants et un capitaine"… Il signale l'importance de son pont sur la Meuse.
- 1591. Turenne prend par surprise Stenay que Charles III tente vainement de reconquérir lors de deux sièges successifs. Une fois la paix signée (traité de Folembray, 1595), la ville sera restituée aux Lorrains, au début de 1596.
- 1608-1632. Construction de la citadelle de Stenay, « une des plus belles et des plus régulières de la frontière, » sous le gouvernement de Simon II de Pouilly.
- 1632. Louis XIII, à Liverdun, contraint le duc Charles IV de Lorraine à signer un traité donnant pour 4 quatre ans Stenay à la France, ainsi que les places fortes, toutes proches, de Dun et Jametz. En fait, la ville restera occupée pour toujours par les Français… avec, comme premier gouverneur, le comte de Lambertye, puis, en 1634, le comte de Charost.
- 1641. Traité de Saint-Germain : le duc de Lorraine, Charles IV, cède à la France Clermont, Jametz, Dun et Stenay (ces trois dernières villes, situées en lisière d’Argonne, seront données en apanage à Condé en 1648, ainsi que tout le Clermontois).
- 1654 : 28 juin. Au bout de 32 jours de siège par l’armée française, dirigé par  Abraham de Fabert d'Esternay (Vauban y fait ses premières armes, et y sera blessé deux fois[19]), Stenay sera reprise par Louis XIV à Condé, révolté de la Fronde.
- 1659. Par le traité des Pyrénées, Louis XIV redonne à Condé ses titres et ses biens : le Clermontois confisqué retourne au prince, ainsi que Stenay.

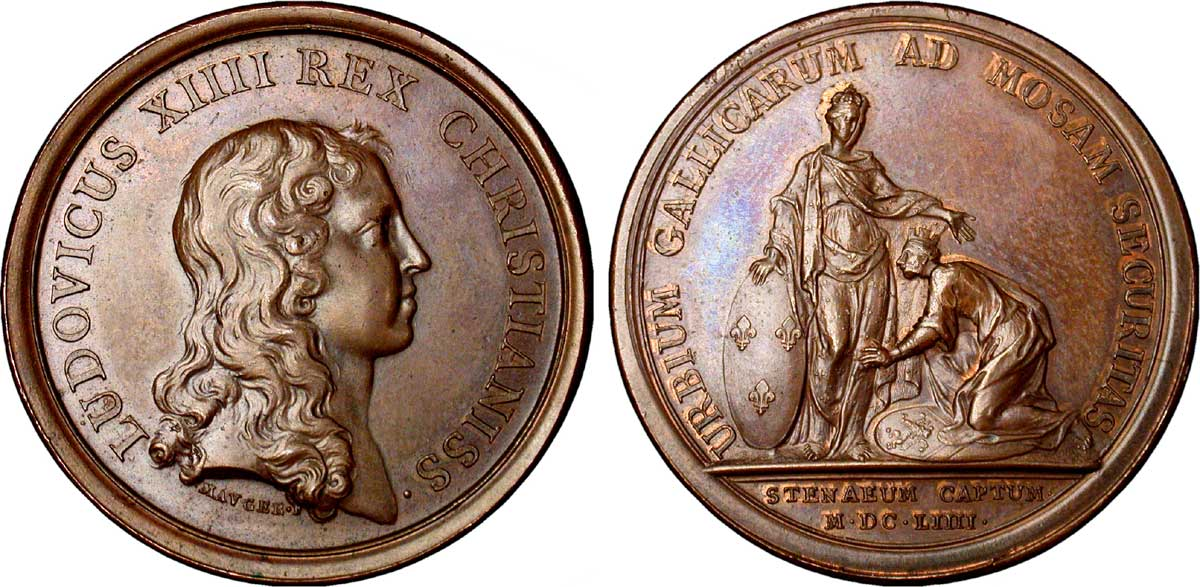
Médaille de la bataille de Stenay par Mauger. La bataille qui eut lieu en 1654 fut frappée en médaille seulement en 1702. Description avers : Tête de Louis XIV jeune à droite, au-dessous signature MAVGER F.Description revers : La France debout, la main droite appuyée sur un bouclier fleurdelisé. Devant elle, à genoux, la ville de Stenay, sous les traits d’une femme couronnée de tours et prosternée sur l’écusson de la ville. Avec la légende : URBIUM GALLICARVM AD MOSAM SECURITAS. STENAEVM CAPTUM M.DC.LIIII

- "M. de La Moussaye avait acheté la belle terre de Quintin en Bretagne du duc de La Trémoille son beau-frère, dont son fils porta le nom, qui était frère aîné de M. de La Moussaye, lieutenant général et attaché à M. le Prince, dans le parti duquel il mourut gouverneur de Stenay sans avoir été marié." Mémoires de Saint Simon, Tome 2 Chapitre 5, 1697.
- Chef-lieu de district de 1790 à 1795, la ville est conquise par François Sébastien de Croix de Clerfayt en 1792.

### Première Guerre mondiale
Le 11 novembre 1918, elle est la dernière ville reprise par les Alliés lorsque la 89e division d'infanterie américaine du général William M. Wright (en) la délivre quelques heures avant que l'armistice entre en vigueur,. Cette division perd 365 hommes en majorité sous le feu de l’artillerie de l'armée impériale allemande. La raison invoquée par Wright pour l'attaque était que « La division était au front depuis très longtemps sans disposer d'installations de lavage convenables, et qu'il s'était avéré que si Stenay était laissé aux mains de l'ennemi, [les] troupes ne pourraient pas profiter des installations qui s'y trouvaient probablement. »

## Politique et administration

### Jumelages
- Allemagne, Münnerstadt, en Bavière, à environ 550 kilomètres.

## Population et société

### Démographie

#### Évolution démographique
L'évolution du nombre d'habitants est connue à travers les recensements de la population effectués dans la commune depuis 1793. Pour les communes de moins de 10 000 habitants, une enquête de recensement portant sur toute la population est réalisée tous les cinq ans, les populations de référence des années intermédiaires étant quant à elles estimées par interpolation ou extrapolation. Pour la commune, le premier recensement exhaustif entrant dans le cadre du nouveau dispositif a été réalisé en 2008.

En 2022, la commune comptait 2 428 habitants, en évolution de −9,17 % par rapport à 2016 (Meuse : −4,4 %, France hors Mayotte : +2,11 %).
| 1793  | 1800  | 1806  | 1821  | 1831  | 1836  | 1841  | 1846  | 1851  |
| ----- | ----- | ----- | ----- | ----- | ----- | ----- | ----- | ----- |
| 2 340 | 2 585 | 2 855 | 3 037 | 3 140 | 3 266 | 3 775 | 3 278 | 3 390 |

| 1856  | 1861  | 1866  | 1872  | 1876  | 1881  | 1886  | 1891  | 1896  |
| ----- | ----- | ----- | ----- | ----- | ----- | ----- | ----- | ----- |
| 3 142 | 2 817 | 2 888 | 2 575 | 2 819 | 3 206 | 3 188 | 3 489 | 4 207 |

| 1901  | 1906  | 1911  | 1921  | 1926  | 1931  | 1936  | 1946  | 1954  |
| ----- | ----- | ----- | ----- | ----- | ----- | ----- | ----- | ----- |
| 4 189 | 3 955 | 4 070 | 3 378 | 3 023 | 3 183 | 4 563 | 2 344 | 3 190 |

| 1962  | 1968  | 1975  | 1982  | 1990  | 1999  | 2006  | 2008  | 2013  |
| ----- | ----- | ----- | ----- | ----- | ----- | ----- | ----- | ----- |
| 3 829 | 4 125 | 3 767 | 3 693 | 3 202 | 2 952 | 2 818 | 2 775 | 2 743 |

| 2018  | 2022  | - | - | - | - | - | - | - |
| ----- | ----- | - | - | - | - | - | - | - |
| 2 520 | 2 428 | - | - | - | - | - | - | - |

#### Pyramide des âges
La population de la commune est relativement âgée.
En 2018, le taux de personnes d'un âge inférieur à 30 ans s'élève à 30,7 %, soit en dessous de la moyenne départementale (32,4 %). À l'inverse, le taux de personnes d'âge supérieur à 60 ans est de 35,3 % la même année, alors qu'il est de 29,6 % au niveau départemental.
En 2018, la commune comptait 1 200 hommes pour 1 320 femmes, soit un taux de 52,38 % de femmes, légèrement supérieur au taux départemental (50,49 %).
Les pyramides des âges de la commune et du département s'établissent comme suit.
| Hommes | Classe d’âge | Femmes |
| ------ | ------------ | ------ |
| 1,0    | 90 ou +      | 4,8    |
| 10,3   | 75-89 ans    | 15,7   |
| 20,2   | 60-74 ans    | 18,4   |
| 20,3   | 45-59 ans    | 20,4   |
| 15,3   | 30-44 ans    | 12,2   |
| 17,3   | 15-29 ans    | 14,2   |
| 15,7   | 0-14 ans     | 14,4   |

| Hommes | Classe d’âge | Femmes |
| ------ | ------------ | ------ |
| 0,8    | 90 ou +      | 2,2    |
| 7,6    | 75-89 ans    | 11     |
| 20,2   | 60-74 ans    | 20,5   |
| 20,6   | 45-59 ans    | 20     |
| 17,4   | 30-44 ans    | 16,8   |
| 16,7   | 15-29 ans    | 13,6   |
| 16,8   | 0-14 ans     | 15,8   |

### Enseignement
La ville compte une cité scolaire nommée Alfred Kastler, associant collège, lycée général et lycée professionnel, ainsi qu'une section BTS. Une inspection de l'Éducation nationale est également présente.
Une MFR établissement de formation en alternance. De la 4e au bac pro.
2 filières professionnelles: agricole  et commerce.

## Économie
La papeterie Munksjö (sv) était le principal employeur de la ville, jusqu'à sa liquidation judiciaire le 8 novembre 2024 (130 emplois supprimés) . Elle compte également parmi les établissements importants Terrea, concessionnaire de machines agricoles. La société de transports routiers Transalliance y est également implantée. Stenay est un pôle commercial d'équilibre, qui a vu la grande distribution se développer sur la Zone d'Activités au sud de la Ville, tout en gardant un centre-ville historique proposant commerces et services. La communauté de communes (Codecom) du Pays de Stenay et du Val Dunois a signé une convention avec l'association « Demain en mains » pour mettre en œuvre le projet TZCLD (Territoire Zéro Chômeur de Longue Durée) dont l'objectif est de réduire le chômage de longue durée en créant des emplois adaptés aux besoins locaux, en s'appuyant sur les compétences des personnes sans emploi. Stenay est un centre administratif de proximité, comptant des services déconcentrés du conseil départemental de la Meuse (UTAS - CMS), Agence départementale d'aménagement Stenay est un pôle d'enseignement qui compte écoles maternelle et primaire publique et privée, une cité scolaire (collège, lycée général, lycée technologique - BTS) et de nombreux services liés à l'accompagnement de l'enfance et de la jeunesse. La Ville compte un important EHPAD (maison de retraite)  de 152 lits. Une association de développement économique et une pépinière d'entreprises accueillent les porteurs de projets. La Belgique et dans une moindre mesure le Luxembourg offrent également des emplois aux résidents de la région.

### Tourisme

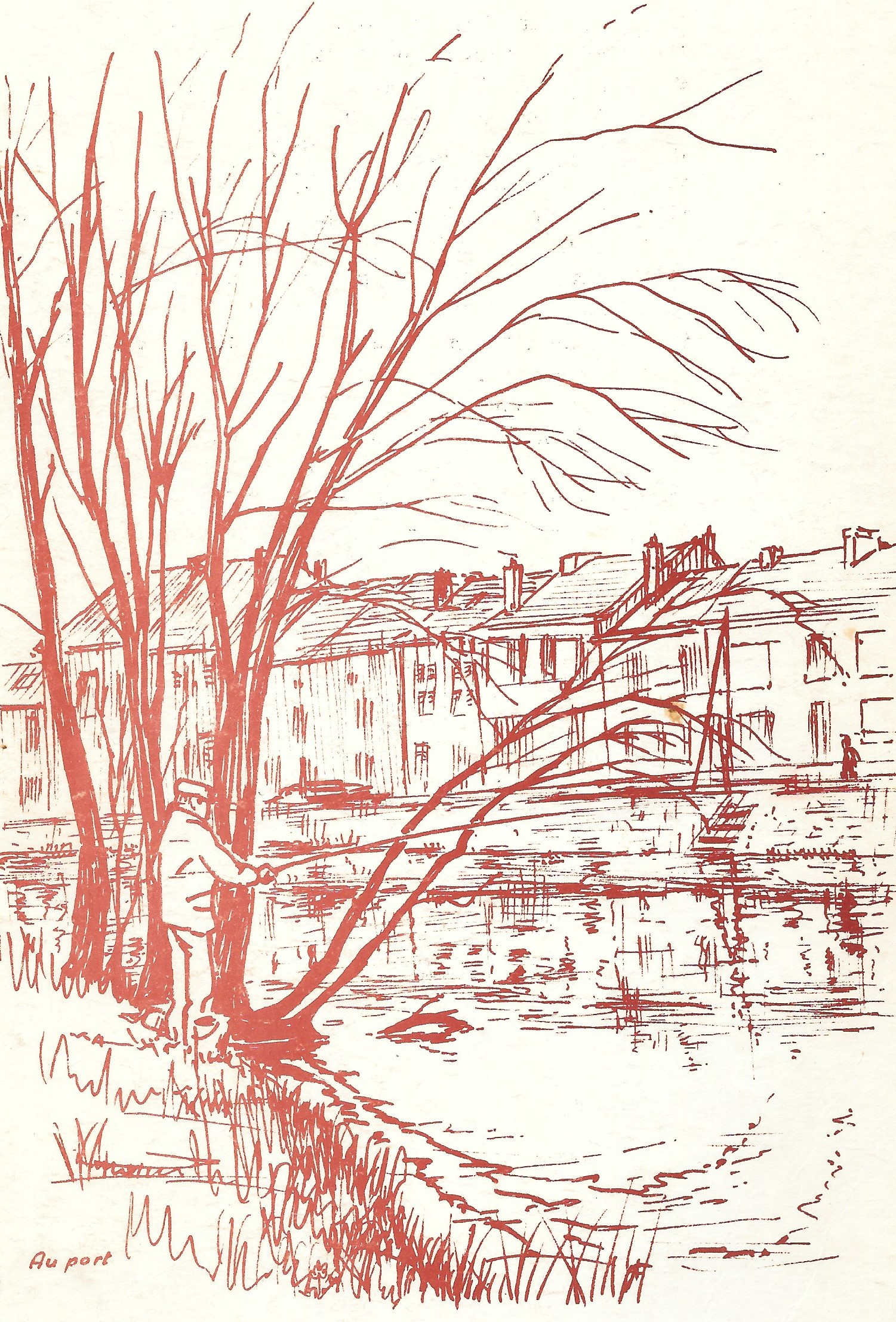
"Au port", encre de Jean Maillard (1983).

La Ville dispose d'un office de tourisme ouvert toute l'année. Un port de plaisance accueille les bateaux de plaisance de passage sur la branche Nord du canal de l'Est. L'aire de camping cars sur une presqu'île est prisée. Le musée Européen de la Bière y est installé.

## Culture locale et patrimoine

### Lieux et monuments

#### Édifices civils
- Musée de la Bière et du pays de Stenay[37]. L'ancien magasin aux vivres fait l’objet d’une inscription au titre des monuments historiques depuis le 24 février 1986[38].
- Ancien hôtel du gouverneur, XVIe siècle - XVIIIe siècle
- Galeries marchandes, XVIe siècle
- Atelier monétaire, XVIIe siècle
- Hôtel de ville.
- Château de Bronnelle XVe siècle
- Château de Cervisy  XVIIe siècle
- Château des Tilleuls , construit en 1876/1877, partiellement détruit en 1940, rasé au lendemain de la Libération et reconstruit plus modestement.
- Immeuble, 30 rue de la Citadelle, inscrit en 1981 pour sa tourelle d'escalier  Inscrit MH (1981)[39].La "maison du lieutenant du roi" à la citadelle (encre de Jean Maillard).

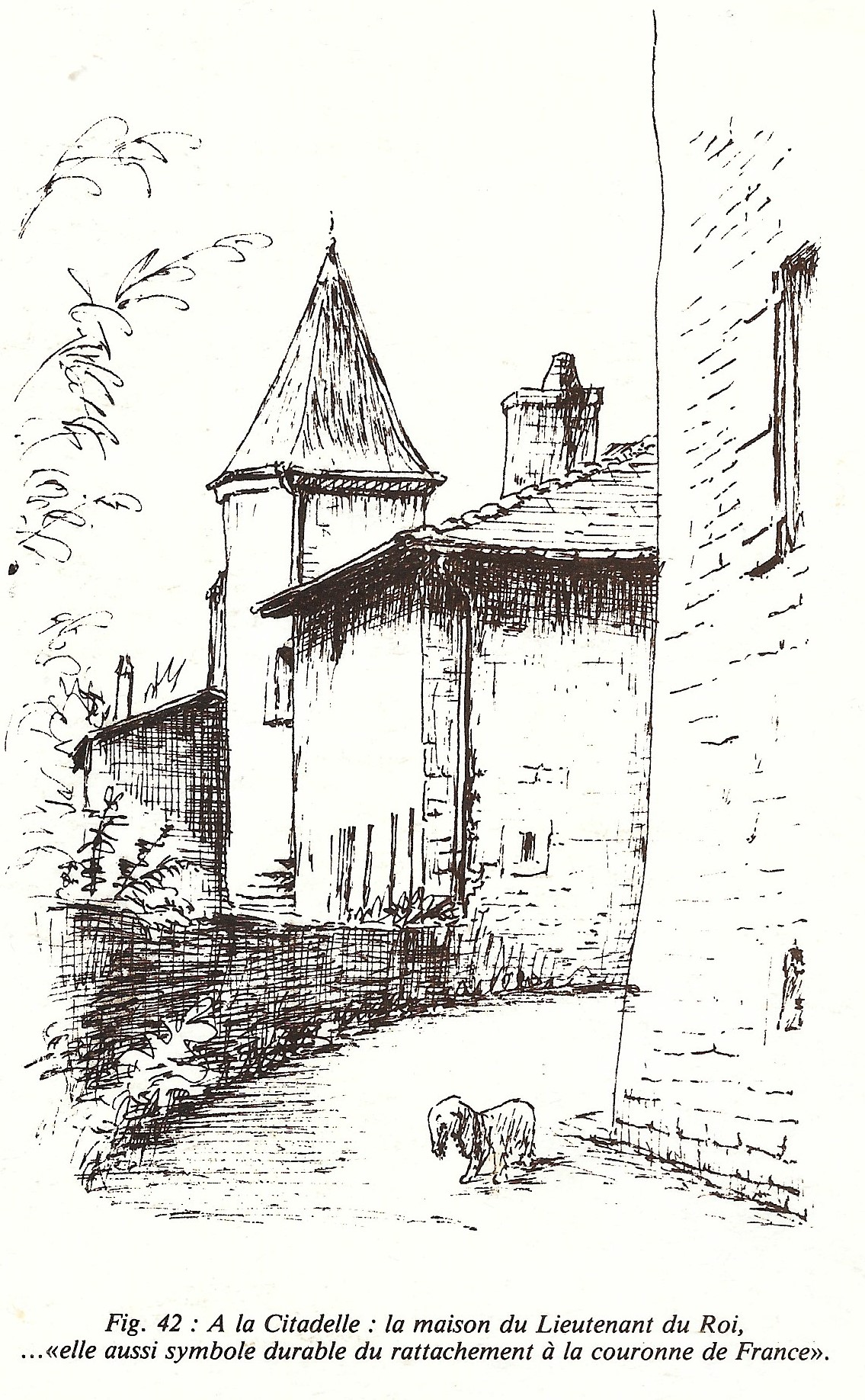
La "maison du lieutenant du roi" à la citadelle (encre de Jean Maillard).

#### Édifices religieux
- Église Saint-Joseph de Cervisy, Route Nationale[40].
- Église Saint-Grégoire, rue Chanzy, construite dans les années 1830.
- Chapelle du Sacré-Cœur, avenue de Verdun.
- Chapelle de l'ancien hospice Saint-Antoine, rue de l'Hôpital.
- Chapelle au Château de Bronelle.
- Ancien couvent des Minimes, rue des Minimes, actuellement école.
- Les ruines de la Chapelle Saint-Lambert de Cervisy. La chapelle bâtie au moyen âge XII et XIII siécle, au lieu-dit le fond de Saint-Lambert, est une ancienne léproserie.  Inscrit MH (1991)[41].

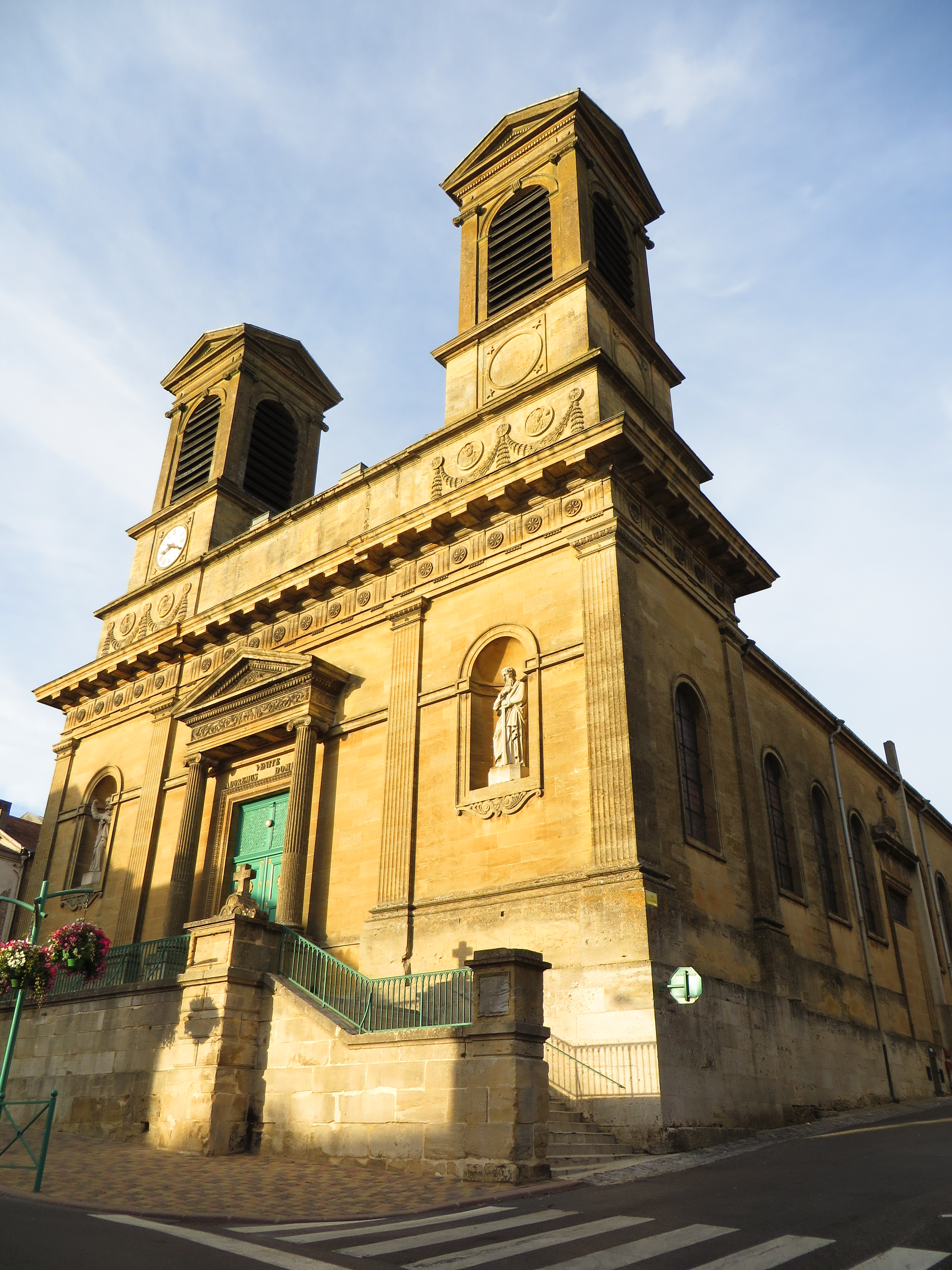
Église Saint-Grégoire.
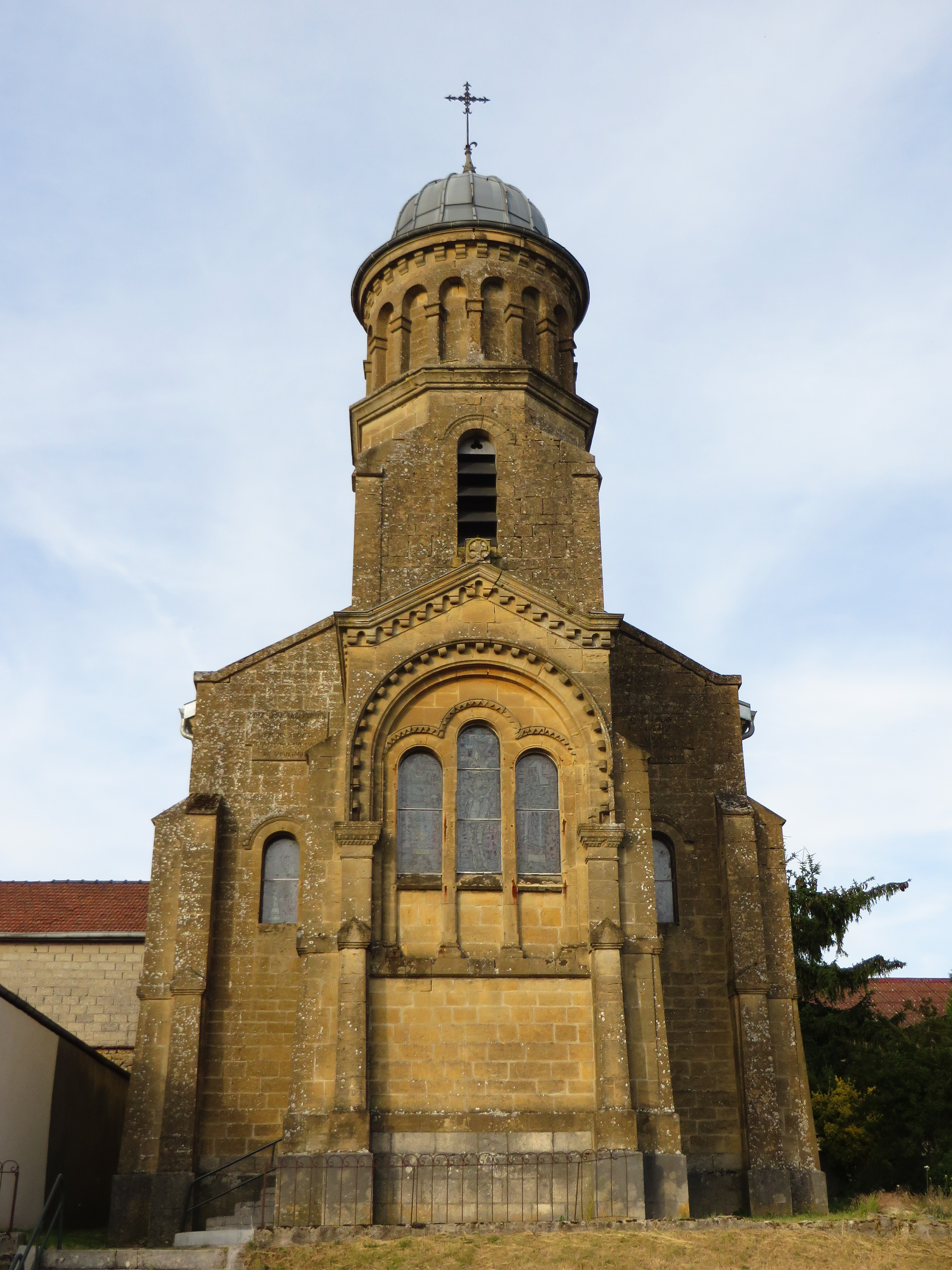
Chapelle du Sacré-Cœur.
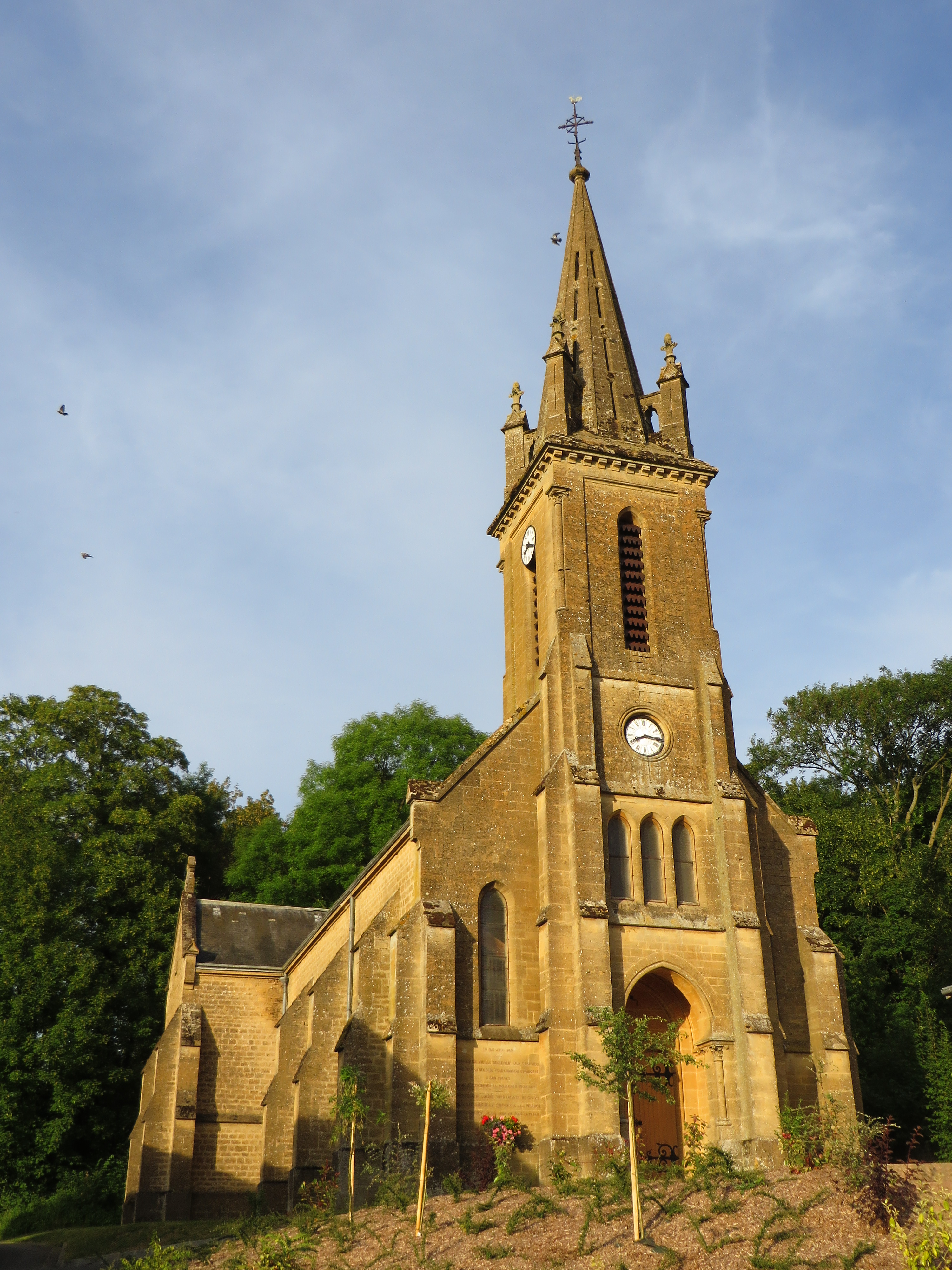
Église Saint-Joseph de Cervisy.
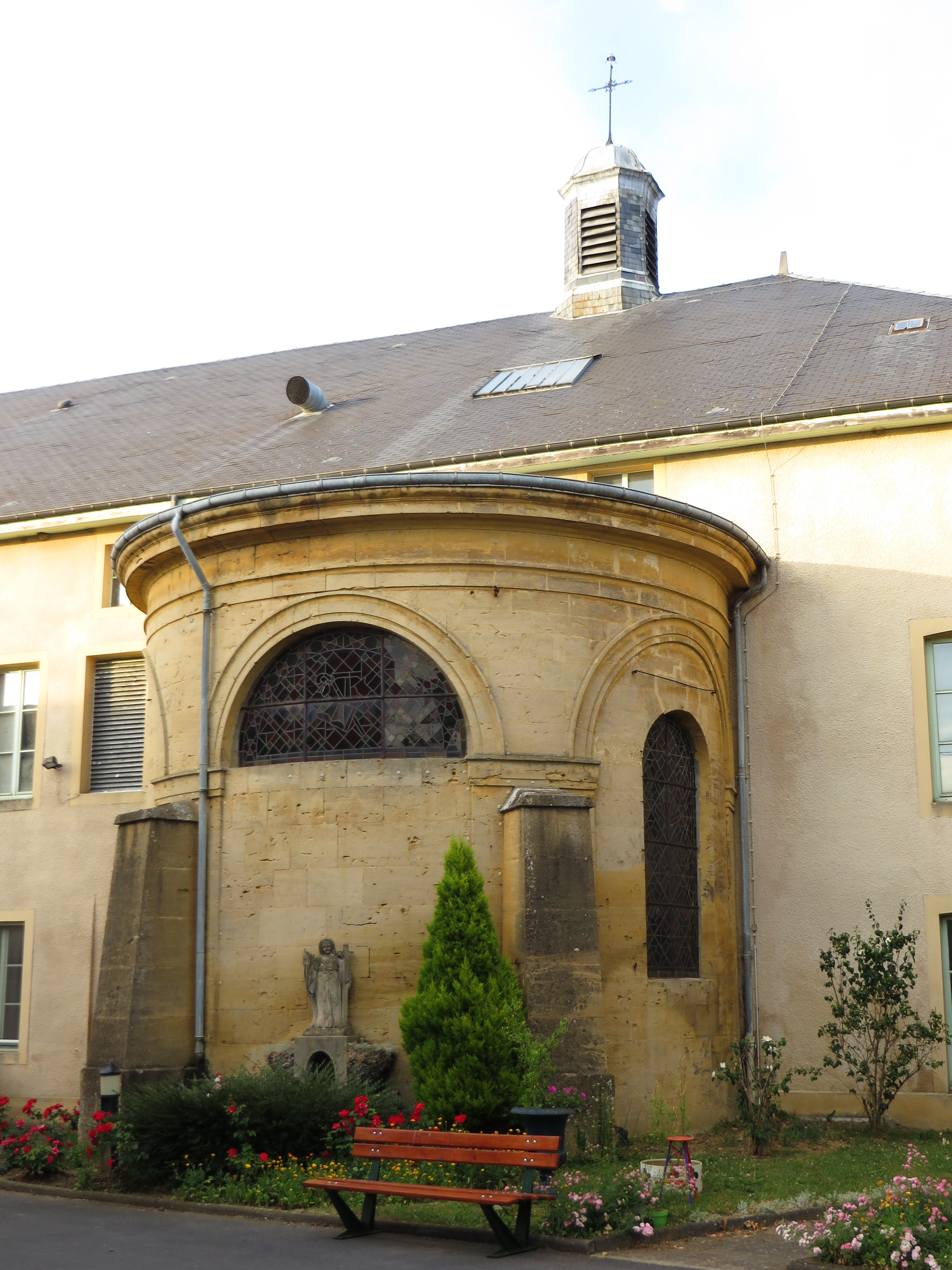
Chapelle de l'ancien hospice Saint-Antoine.
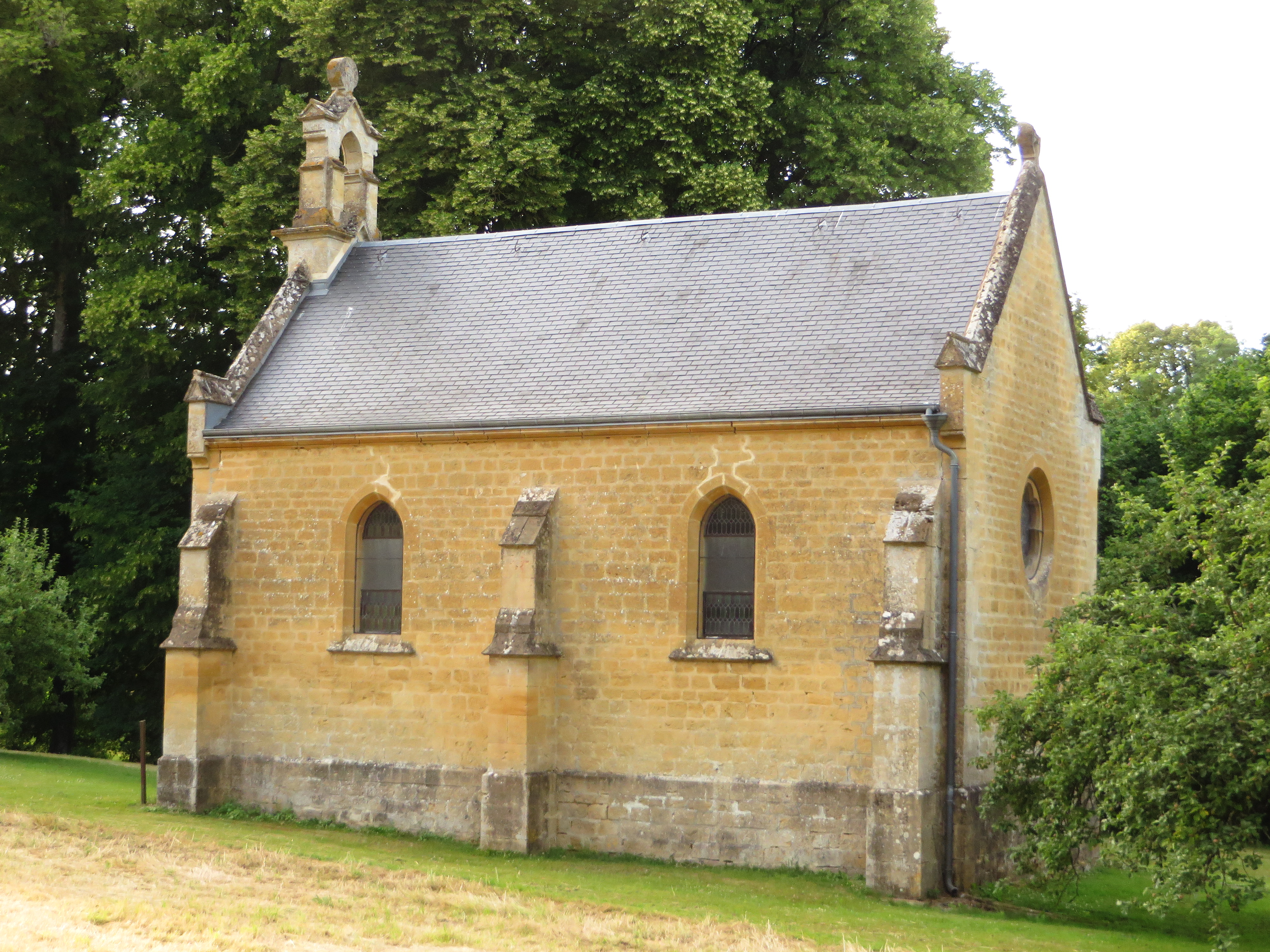
Chapelle au château de Bronelle.
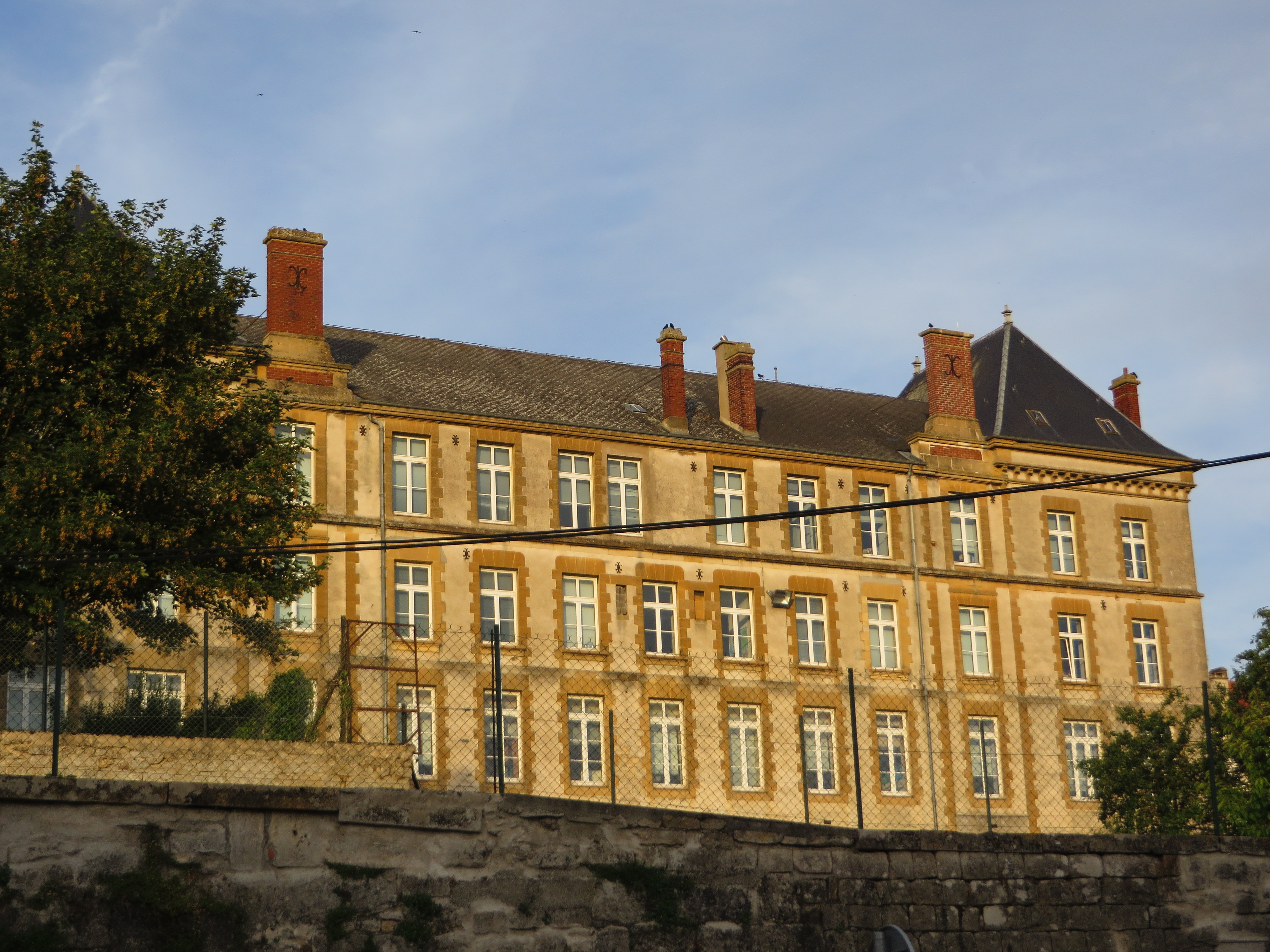
Ancien couvent des Minimes.

#### Arbres remarquables
- Un séquoia géant visible de la route Carignan-Vouziers.
- Un Ginkgo biloba dans le parc de la Forge.
- Trois tulipiers dans le parc de la Forge.

### Personnalités liées à la commune
- Dagobert II, roi mérovingien du royaume d'Austrasie assassiné le 23 décembre 679 dans la forêt de la Woëvre, près de Stenay.
- Godefroy de Bouillon, qui a possédé le château de Stenay avant de le vendre à l'évêque de Verdun.
- Isaac Mercier, héros de L'Escalade à Genève en 1602.
- François Henri d'Elbée de La Sablonnière, général de la Révolution française, qui participe à 15 ans à la grande victoire de Fontenoy en 1745 et où il est blessé. Il meurt à Stenay en 1813.
- Louis Paul de Beffroy (1737-1802), général de brigade de la Révolution française, né à Germont, mort à Stenay.
- Mathieu Pierre Paul Saignes (1749-1830), général français de la Révolution et de l’Empire, mort à Stenay.
- Anne-Gédéon de La Fitte de Pelleport, marquis de Pelleport, né à Stenay en 1754, décédé à Liège en 1807, pamphlétaire et aventurier français.
- Étienne Radet, général de Napoléon Ier, né à Stenay en 1762 et mort à Varennes en 1825.
- Jules Cardot et son fils Henry Cardot y sont nés.
- Louis Cavagnari y est né en 1841. Résident britannique à Kaboul, il y est assassiné en 1879.
- Ernest Beauguitte (1869-1935), haut-fonctionnaire et homme de lettres, y est mort.
- Jacques Vallet, né à Stenay en 1939, écrivain, journaliste, créateur de la revue Le Fou parle.
- Hubert Jappelle, né à Verdun en 1938, homme de théâtre, fondateur de la compagnie et du Théâtre de l'Usine àCergy-Pontoise, décédé le 18 novembre 2020.
- Daniel Vassart, né à Stenay en 1935, artiste peintre, vitralliste, décédé à Tournon (Ardèche) en 1989.
- Anny Poursinoff, née à Stenay en 1951, infirmière et femme politique française,

### Héraldique
| Blason de Stenay | Blason  | D'argent au chevron d'azur accompagné en pointe d'un lion d'or armé et lampassé de gueules,. |
| Blason de Stenay | Détails |                                                                                              |